# Kévin Campion
Kévin Campion (* 23. Mai 1988 in Vénissieux) ist ein französischer Geher.

## Sportliche Laufbahn
Kévin Campion sammelte 2006 erste internationale Erfahrung in Gehwettkämpfen. Im selben Jahr wurde er Französischer U20-Meister über 10 km. Den Titel verteidigte er ein Jahr später erfolgreich. Zudem trat er bei den U20-Europameisterschaften in Hengelo an, bei denen er den siebten Platz belegte. 2008 stieg er in die Altersklasse der Erwachsenen auf und belegte ein Jahr später den sechsten Platz bei den Französischen Meisterschaften über 20 km. 2010 wurde er Französischer Vizemeister über die gleiche Distanz. 2011 steigerte er sich in Dublin auf eine neue Bestzeit von 1:22:48 h. 2013 wurde er über die 10.000-Meter-Distanz erstmals Französischer Meister. Vier weitere nationale Titel gewann er in den Jahren 2015 bis 2017 und 2019. Bereits im März verbesserte er sich auf 1:21:02 h auf der 20-km-Distanz und qualifizierte sich damit für die Weltmeisterschaften in Moskau, bei denen er im August den Wettkampf allerdings nicht beenden konnte. 2014 qualifizierte sich Campion für die Europameisterschaften in Zürich und erreichte im Wettkampf über 20 km als Zehnter das Ziel. Ein Jahr darauf war er in Peking für seine zweite Teilnahme an den Weltmeisterschaften qualifiziert. Diesmal konnte er den Wettkampf beenden, wenngleich er über den 33. Platz nicht hinauskam.
2016 stellte Campion im tschechischen Poděbrady im April in 1:20:45 h eine neue Bestleistung auf und qualifizierte sich damit für die Olympischen Sommerspiele in Rio de Janeiro. Dort blieb er im August allerdings mehrere Minuten hinter seiner Bestzeit zurück und kam damit über Platz 49 nicht hinaus. 2017 nahm er in London erneut an den Weltmeisterschaften teil und belegte dabei den 24. Platz. Zuvor stellte er, erneut im April in Poděbrady, seine persönliche Bestleistung von 1:20:28 h auf, die er seitdem bislang nicht unterbieten konnte. 2018 trat er in Berlin zum zweiten Mal bei den Europameisterschaften an und belegte diesmal den neunten Platz. 2019 gelang es Campion sich erneut in Tschechien mit einer Zeit von 1:20:49 für seine insgesamt vierte Teilnahme an den Weltmeisterschaften zu qualifizieren. Anfang Oktober trat er in Doha an, wobei der Wettkampf unter extremen Hitzebedingungen stattfand. Campion erreichte auf dem 16. Platz das Ziel. Die gleiche Platzierung erreichte er im August 2021 bei seiner zweiten Teilnahme an den Olympischen Sommerspielen. 2022 trat er bei den Europameisterschaften in München über 20 km an. Den Wettkampf absolvierte er mit 1:20:47 h in seiner schnellsten Zeit seit fünf Jahren und belegte damit den sechsten Platz. 2023 trat er über 35 km bei den Weltmeisterschaften in Budapest an. Er belegte dort den 14. Platz.

## Wichtige Wettbewerbe
| Jahr                   | Veranstaltung             | Ort                    | Platz                  | Disziplin              | Zeit                   |
| Startet für Frankreich | Startet für Frankreich    | Startet für Frankreich | Startet für Frankreich | Startet für Frankreich | Startet für Frankreich |
| ---------------------- | ------------------------- | ---------------------- | ---------------------- | ---------------------- | ---------------------- |
| 2007                   | U20-Europameisterschaften | Hengelo                | 7.                     | 10 km Gehen            | 42:15,88 mim           |
| 2013                   | Weltmeisterschaften       | Moskau                 |                        | 20 km Gehen            | DNF                    |
| 2014                   | Europameisterschaften     | Zürich                 | 10.                    | 20 km Gehen            | 1:23:04 h              |
| 2015                   | Weltmeisterschaften       | Peking                 | 33.                    | 20 km Gehen            | 1:25:16 h              |
| 2016                   | Olympische Sommerspiele   | Rio de Janeiro         | 49.                    | 20 km Gehen            | 1:26:22 h              |
| 2017                   | Weltmeisterschaften       | London                 | 24.                    | 20 km Gehen            | 1:21:46 h              |
| 2018                   | Europameisterschaften     | Berlin                 | 9.                     | 20 km Gehen            | 1:21:52 h              |
| 2019                   | Weltmeisterschaften       | Doha                   | 16.                    | 20 km Gehen            | 1:32:16 h              |
| 2021                   | Olympische Spiele         | Tokio                  | 16.                    | 20 km Gehen            | 1:23:53 h              |
| 2022                   | Europameisterschaften     | München                | 6.                     | 20 km Gehen            | 1:20:47 h              |
| 2023                   | Weltmeisterschaften       | Budapest               | 14.                    | 35 km Gehen            | 2:30:18 h              |

## Persönliche Bestleistungen
Freiluft
- 5000-m-Bahngehen: 18:44,79 min, 28. Juni 2013, Reims
- 10.000-m-Bahngehen: 38:37,02 min, 13. Juli 2013, Paris
- 20-km-Gehen: 1:20:28 h, 8. April 2017, Poděbrady
- 35-km-Gehen: 2:29:31 h, 29. Oktober 2022, Zittau

Halle
- 5000-m-Bahngehen: 19:36,86 min, 19. Februar 2012, Bompas